# 窪田規一

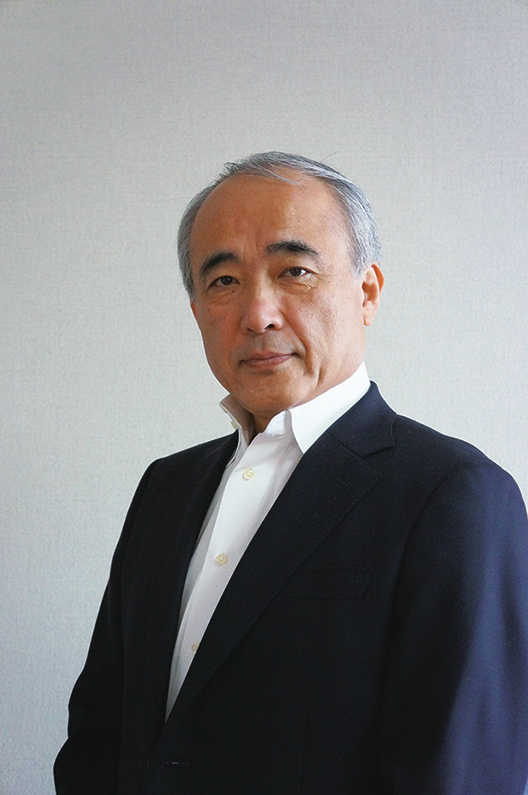

窪田 規一（くぼた きいち、1953年 - ）は、日本の実業家。バイオベンチャー企業ペプチドリーム創業者で、同社社長（2006年〜2017年）および会長（2017年〜2021年）を歴任。2021年6月よりケイエスピー代表取締役社長。

## 来歴
1953年、東京都に生まれる。1976年に早稲田大学卒業後、日産自動車に入社。1978年7月、スペシアルレファレンスラボラトリー（現・エスアールエル）入社。2000年11月、上場企業5社が出資しDNAチップの開発を行う株式会社JGSを設立。窪田は設立時の同社の専務取締役、2001年4月には代表取締役社長に就任した。JGSは文部科学大臣賞を受賞するなど一定の評価を得たが、2005年に解散。同年9月、知人のアナリストの紹介で、東京大学TLOを介し菅裕明と会う。フレキシザイム（人工RNA触媒）の話を聞いた窪田は、菅とともに事業の方向性を検討し、2006年7月に東京大学駒場地区キャンパス内の産学連携施設にペプチドリーム株式会社を設立。同社代表取締役社長に就任した。同社は2013年6月に東証マザーズに上場、2015年12月には東証一部に市場変更した。2017年9月27日、同社の代表権のある会長に就任。後任にはリード・パトリック前常務取締役が就任した。2021年3月25日、任期満了に伴い同社取締役会長を退任。同年6月22日、株式会社ケイエスピー代表取締役社長に就任した。

## 人物
音楽好きで、「研究者でなければミュージシャンになっていた」と語る。座右の銘は「Our Dreams can come true!」。